# Saara
Saara är en kommun i Landkreis Greiz i förbundslandet Thüringen i Tyskland.
Kommunen ingår i förvaltningsgemenskapen Münchenbernsdorf tillsammans med kommunerna Bocka, Hundhaupten, Lederhose, Münchenbernsdorf, Lindenkreuz, Schwarzbach och Zedlitz.